# 그녀의 비밀정원
"그녀의 비밀정원"은 2020년에 개봉한 대한민국의 영화이다. 제18회 피렌체 한국영화제에 초청되었다.

## 캐스팅
- 예지원 : 장현재 역
- 최우제 : 한장서 역
- 강은우

## 같이 보기
- 2020년 대한민국의 영화 목록